# Rode Polder (Zuid-Holland)
De Ro(o)de Polder is een polder en een voormalig waterschap in de Nederlandse provincie Zuid-Holland, in de toenmalige gemeenten Woubrugge en Alkemade (sinds 2009 beide in Kaag en Braassem gelegen). 
Het waterschap was ontstaan na een fusie van een aantal kleine polders, te weten: de Noort- of Abdiënpolder, Frans Pietersz.- of Kerckepolder, Knotterpolder, Gasthuyspolder, Jan Gerritsz. polder, Jacob Pietersz. polder en de Schaekenpolder.
De naam van de nieuw ontstane polder was aanvankelijk Westlagelandspolder, maar al in 1654 werd gesproken van Roomolenpolder, naar de kleur van het bovenhuis van de wipmolen die de polder drooghield.
Het waterschap was verantwoordelijk voor de drooglegging en later de waterhuishouding in de polder(s). De Rode Molen die de polder bemaalde, is nog steeds maalvaardig en is tegenwoordig aangewezen als reservegemaal.